# Franz Ehrle
Franz Ehrle SJ (Isny im Allgäu, 17. listopada 1845. – Rim, 31. ožujka 1934.) bio je njemački isusovački svećenik i kardinal Katoličke Crkve. Služio je kao arhivist Tajnog vatikanskog arhiva, tijekom kojeg je postao vodeća osoba u oživljavanju tomizma u učenjima Katoličke Crkve.
Na papinskom konzistoriju 11. prosinca 1922. papa Pio XI. ga je imenovao kardinalom đakonom i dodijelio mu naslovnu crkvu San Cesareo in Palatio. Umro je 31. ožujka 1934. u Rimu u dobi od 88 godina. Posljednje godine svog života bio je najstariji član Kardinalskog zbora. Pokopan je u Campo Veranu.